# Conochilus dossuarius
Conochilus dossuarius är en hjuldjursart som beskrevs av Hudson 1885. Conochilus dossuarius ingår i släktet Conochilus och familjen Conochilidae. Arten är reproducerande i Sverige. Inga underarter finns listade i Catalogue of Life.